# Missing
Missing är en kanadensisk TV-serie från 2003 som utspelar sig i USA. I Sverige började den att sändas under sommaren 2006.
Det är en kriminalserie om Jess Mastriani (Caterina Scorsone), en kvinna i tjugoårsåldern som blir synsk efter att ha blivit träffad av blixten. Hon är anställd vid en särskild FBI-avdelning eftersom hennes syner, efter de tolkats, kan ge ledtrådar till att finna försvunna personer. 
I den andra säsongen gjordes stora förändringar, hennes skeptiska partner Brooke Haslett (Gloria Reuben), ersattes av Nicole Scott (Vivica A. Fox. Jess' synska förmåga är fortfarande viktig, men större tonvikt lades på de övriga rollfigurerna. 
Deb är baserad på 1-800-WHERE-R-YOU serierna av Meg Cabot.